# Aston Martin Vantage AMR (GTE)
Chronologie des modèles
Aston Martin V8 Vantage GT2 Aston Martin Vantage AMR GT3
La Vantage AMR (GTE) est une voiture de course du constructeur britannique Aston Martin, répondant à la règlementation LM GTE de l'Automobile Club de l'Ouest.

## Historique
Développée par la branche Aston Martin Racing, elle est destinée à remplacer l'Aston Martin V8 Vantage GT2 pour participer au Championnat du monde d'endurance FIA à partir de la saison 2018-2019. Comme pour la version route, elle dispose du moteur V8 4 litres biturbo de Mercedes-AMG avec des modifications supplémentaires pour augmenter la puissance.